# The Lyricist
The Lyricist är det sjätte fullängds studioalbumet av det norska black metal-bandet Susperia. Albumet utgavs 2018 av skivbolaget Agonia Records.

## Låtförteckning
1. "I Entered" – 5:23
2. "Heretic" – 4:56
3. "The Lyricist" – 5:23
4. "My Darkest Moment" – 6:22
5. "Day I Died" – 4:38
6. "Void" – 5:21
7. "Feed the Fire" – 5:42
8. "Whore of Man" – 5:06
9. "Come Alive" – 6:18

- Text och musik: Susperia

## Medverkande
Musiker (Susperia-medlemmar)
- Cyrus (Terje Andersen) – gitarr
- Elvorn (Christian Hagen) – gitarr
- Memnock (Håkon Didriksen) – basgitarr
- Tjodalv (Ian Kenneth Åkesson) – trummor
- Bernt Fjellestad – sång

Produktion
- Susperia – producent
- Marius Strand – producent, ljudtekniker, ljudmix, mastering
- Tjodalv – ljudtekniker (trummor)
- Cyrus – ljudtekniker (gitarr, basgitarr)
- Espen Bakken – foto